# Lipscomb County
Lipscomb County je okres na severu státu Texas v USA. K roku 2010 zde žilo 3 302 obyvatel. Správním městem okresu je Lipscomb. Celková rozloha okresu činí 2 414 km².